# L'Homme d'Istambul
Pour plus de détails, voir Fiche technique et Distribution.
L'Homme d'Istambul (titre original : Estambul 65) est un film hispano-franco-italien réalisé par Antonio Isasi-Isasmendi et sorti en 1965.

## Synopsis
À Istanbul, le playboy de renommée internationale Tony Mecenas (Horst Buchholz), propriétaire d'une boîte de nuit, est contacté par la séduisante Kenny (Sylva Koscina), agente du FBI, pour qu'il l'aide à retrouver un savant en énergie atomique séquestré quelque part dans la ville. Le scientifique a été enlevé par une organisation qui réclamait une rançon d'un million de dollars et, lors de l'échange, il est apparu trop tard qu'un imposteur a été restitué à sa place. On propose donc à Tony, qui connaît Istanbul comme sa poche, de délivrer le savant et, en contrepartie, de s'approprier l'argent de la rançon s'il parvient à le substituer à l'organisation. Tony se lance dans l'aventure avec Kenny. À l'issue de mille et une péripéties, où Kenny aura également été enlevée, Tony finit par tout récupérer : la belle Américaine, le savant et les dollars. Mais, après avoir confié le scientifique aux bons soins du FBI, il garde pour lui sa chère Kenny et le joli magot.

## Fiche technique
- Titre original : Estambul 65 (ou Operación Estambul)
- Titre français : L'Homme d'Istanbul[1] (ou L'Homme d'Istanbul)
- Réalisation : Antonio Isasi-Isasmendi
- Scénario : Antonio Isasi-Isasmendi, Lluis Josep Comerón, Jorge Illa d'après une histoire de Giovanni Simonelli et Nat Wachsberger
- Dialogues : Howard Clewes
- Décors : Juan Alberto Soler
- Costumes : Juan Alberto Soler
- Photographie : Juan Gelpi
- Montage : Juan Pallejá
- Musique : Georges Garvarentz
- Réalisateur : Antonio Isasi-Isasmendi
- Production : N. Wachsberger
- Sociétés de production : Isasi PC (Espagne), EDIC (Édition et Diffusion Cinématographique, France), CCM (Compagnia Cinematografica Mondiale, Italie)
- Sociétés de distribution : Warner Bros.-Columbia Pictures, CCFC (Compagnie commerciale française cinématographique),  Gaumont (France), Delemar Films Distribution (France)
- Pays d'origine :  Espagne,  France,  Italie
- Langue originale : anglais / américain
- Format : 35 mm — couleur (Technicolor) — 2.35:1 (Techniscope) — monophonique
- Genre : film d'aventure, film d'action
- Durée : 114 minutes
- Dates de sortie :
  - Italie : 11 août 1965
  - France : 8 septembre 1965
  - Espagne : 28 octobre 1965
- (fr) Classification CNC : tous publics (visa d'exploitation no 29596 délivré le 9 septembre 1965)

## Distribution
- Horst Buchholz (VF : Jacques Thébault) : Tony Mecenas
- Sylva Koscina (VF : Jacques Thébault) : Kenny, agente du FBI
- Angel Picazo (VF : Jean-Henri Chambois) : l'inspecteur Mallouk
- Gustavo Re (VF : Serge Nadaud) : Mylord (Brain en VO)
- Jorge Rigaud (VF : Roger Tréville) : le chef de la CIA
- Agustin Gonzalez (VF : Lucien Bryonne) : Gunther
- Perrette Pradier (VF : elle-même) : Elisabeth Furst
- Klaus Kinski (VF : René Renot) : Schenck
- Alvaro de Luna : Bogo
- Barta Barri (VF : Émile Duard) : le capitaine du bateau
- Luis Induni (VF : René Arrieu) : le malfrat abattu par Gunther
- Gerard Tichy (VF : Georges Atlas) : Charly Cohen
- Mario Adorf (VF : André Valmy) : Bill
- Carmen Lopez Lagar (VF : Henriette Marion) : la dame riche en voiture
- Jaime Picas (VF : René Arrieu) : le complice à barbichette
- Claude Cerval : Brandt (non crédité)
- Henri Cogan (VF : Jean Violette) : Cogan (non crédité)
- Umberto Raho (VF : Lucien Bryonne) : le prof. Pendergast (non crédité)

## Production

### Tournage
- Istanbul (Turquie)
- Barcelone, Garraf, Costa Brava, Gérone (Espagne)

## Musique du film
- 1965 : BO édition française EP 4 titres, Disques Columbia, track listing :

1. Love Was Right Here All the Time (chanson-thème), paroles de Buddy Kaye et musique de Georges Garvarentz, interprétée par Richard Anthony
2. Bagarre au bain turc (instrumental)
3. Bagarre dans le cercle (instrumental)
4. L'Homme d'Istanbul (instrumental)
5. Arrangements musique du film : Mario Bua et Maurice Helison

- 1966 : BO That Man in Istanbul, album 33 tours LP, 14 titres, Disques Mainstream, X[2]

## Distinctions

### Récompenses
- Syndicat national du spectacle 1965 : prix du meilleur réalisateur à Antonio Isasi-Isasmendi
- Cercle d'auteurs de cinéma 1966 : prix du meilleur réalisateur à Antonio Isasi-Isasmendi
- Prix Sant Jordi du cinéma 1966 : prix du meilleur film à Antonio Isasi-Isasmendi